# San Miguelito (Nicaragua)
San Miguelito est une municipalité nicaraguayenne du département du Río San Juan au Nicaragua.